# Гевгелийска българска община
Гевгелийската българска община е гражданско-църковно сдружение на българите екзархисти в Гевгели, Османската империя, създадено в XIX век и съществувало до 1913 година, когато е закрита след Междусъюзническата война от новите сръбски власти.

## История
От името на Гевгелийската българска община през май 1878 година Георги Баялцалиев и Ичо Доганов подписват Мемоара на българските църковно-училищни общини в Македония, с който се иска присъединяване на Македония към новообразуващата се българска държава.
След войната Екзархията полага усилия да се възстанови българското църковно-просветно дело в Гевгели. В 1882 година е изпратен за гевгелийски свещеник Тома Ташев, който е определен за учител в Мачуково, но поради закриване на училището се връща в Солун. В Гевгели той служи в новооткрития български параклис. През март 1882 година в Гевгели е избрана нова българска община с председател Тома Тошев (Ташев), който е утвърден от Екзархията. Членове на общината са Георги Хаджиначков, Поне Дудаклиев, Тано Момков, Христо Дуган, Тано Стоянов, Георги Бутров, Христо Машков, Коста и Христо Стоянови. Общината иска от Екзархията още един свещеник и църковни книги. Тома Ташев влиза в конфликт с другите общинари и се налага председателят на Солунската българска община архимандрит Козма Пречистански да ги примирява. Свещеник Тома по-късно е убит от гръцки андарти.
В конфесионално отношение Гевгели е разделен на българска екзархийска и патриаршистка част. По данни на секретаря на Екзархията Димитър Мишев („La Macédoine et sa Population Chrétienne“) българската община в 1905 година е 1840 души и поддържа едно основно и едно прогимназиално българско училище.
От 1900 до 1908 година председател на българската община е Кирил Рилски. Към 1909 – 1912 година председател е иконом Константин Саев. През 1912 – 1913 година председател е свещеник Иван Д. Шишков.
През учебната 1909/1910 година в българските училища на Гевгели преподават Антон Костов (главен учител), Христодул (Тольо) Левов, Тома Исайев, Христо Стоянов, Аргир Манасиев, Кирил Попиванов, Мария Поппетрова, Венера Икономова Попсаева, Олимпия Батанджиева, София Караянова и Мехмед Расим.
През учебната 1912/1913 година учителстват Христо Стоянов (главен учител), Кирил Попиванов, София Караянева, Магдалина Хаджиделева, Василка Иванова, Вера Куслева, Михаил Станоев, Славейко Поптомов, Аргир Манасиев.

## Председатели
- свещеник Тома Ташев (1882 – ?)
- Константин Саев (1897 – 1899)
- Кирил Рилски (1900 – 1909)
- иконом Константин Саев (1909 – 1912)
- свещеник Иван Д. Шишков (октомври 1912 – 1913)

## Галерия
Ведомост на заплатите на учителите при Гевгелийското трикласно и основно смесено училище за януари 1910 г.
- с. 1
- с. 2 и 3
- с. 4

Ведомости на заплатите на архиерейски наместници в Гевгели
- Удостоверение от иконом К. Саев, архиерейския наместник в Гевгели, за получена заплата за месец септември 1912 г.
- Ведомост на заплатата на архиерейския наместник в Гевгели Иван Д. Шишков за октомври, ноември и декември 1912 г., с. 1
- Ведомост на заплатата на архиерейския наместник в Гевгели Иван Д. Шишков за януари, февруари, март и април 1913 г., с. 1
- Ведомост на заплатата на архиерейския наместник в Гевгели Иван Д. Шишков за януари, февруари, март и април 1913 г., с. 2 и 3